# Замковый ключ

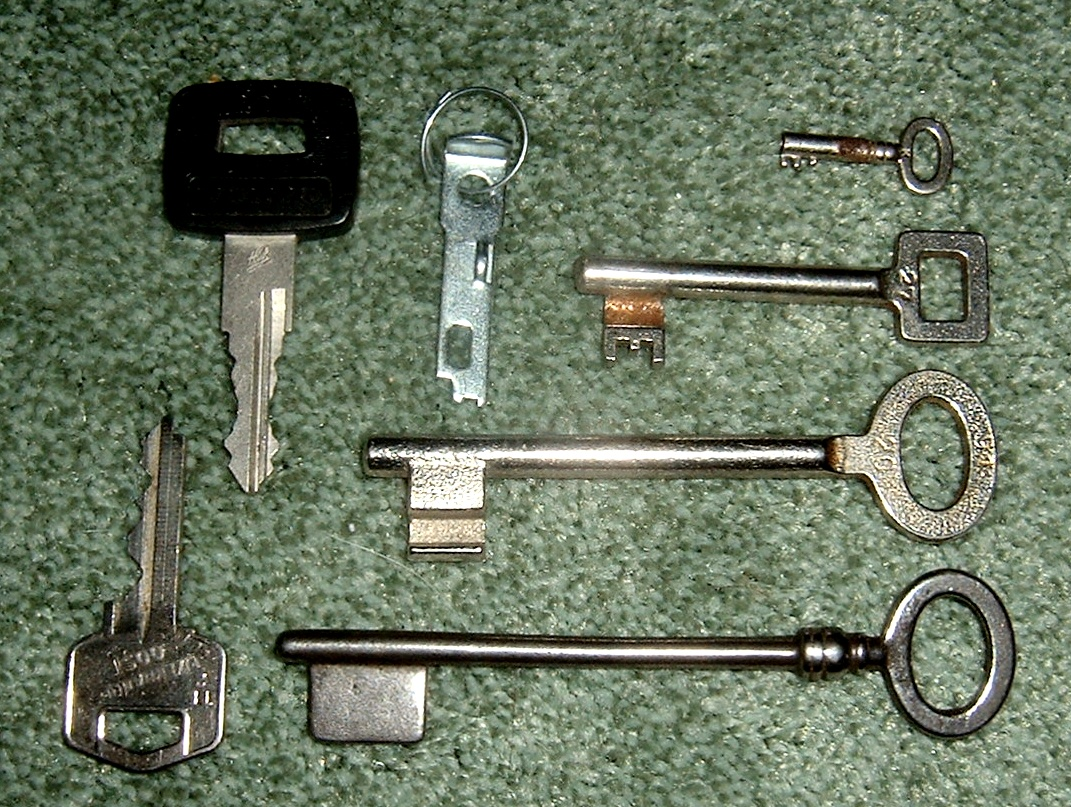
Различные виды ключей

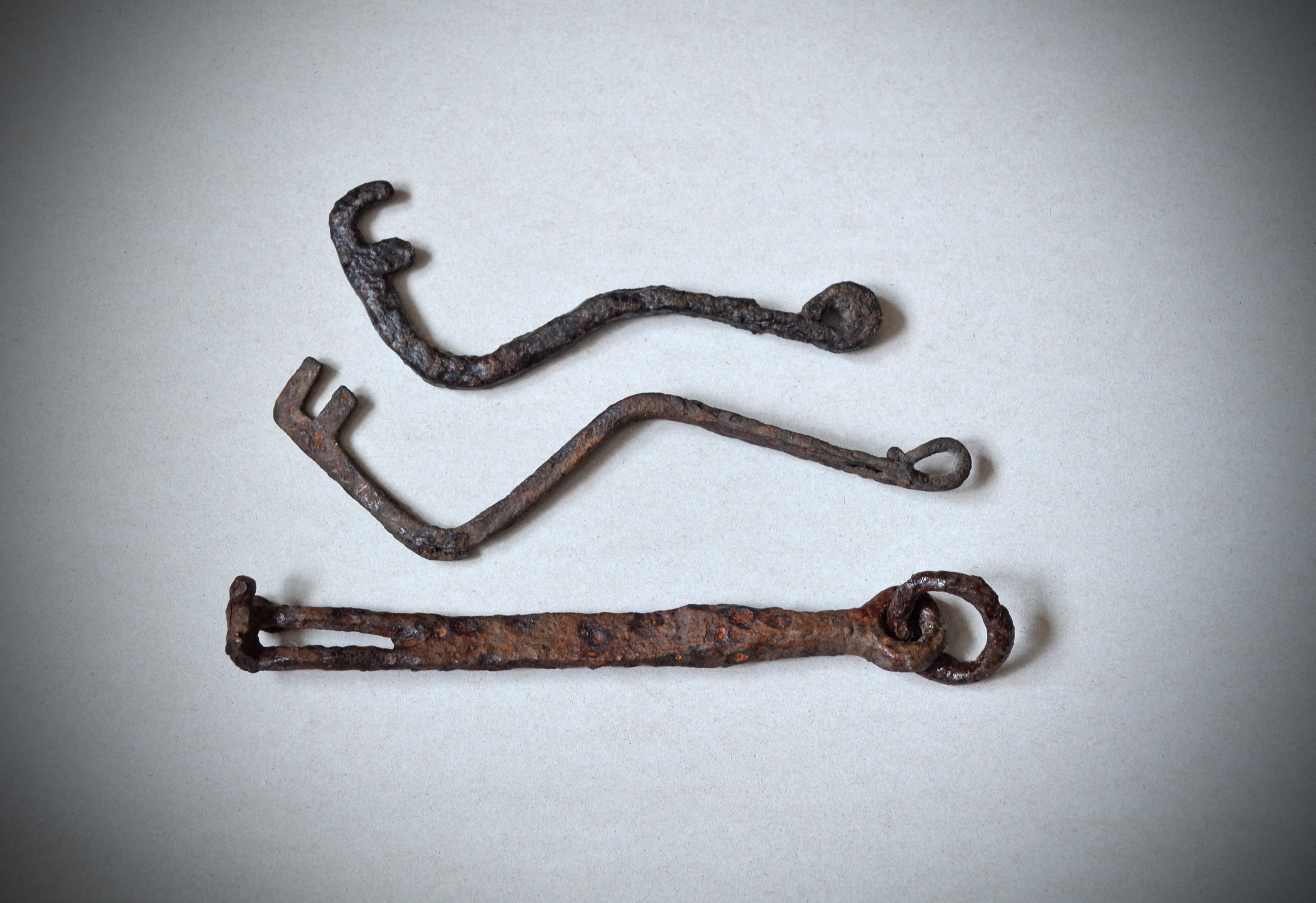
Древнерусские ключи. Рязанское княжество.

Ключ — инструмент, предназначенный для открытия замко́в. Материалом для изготовления ключей могут служить металл (железо, медь и т. д.), дерево, пластмассы.
Ключ служит токеном безопасности для доступа в запертую зону; замки предназначены для того, чтобы ограниченный круг лиц имеющих правильный ключ могли открыть их и получить доступ. В более сложных механических системах замков и ключей для открытия замка служат два разных ключа, один из которых известен как главный ключ. Обычные металлы включают латунь, латунь с гальваническим покрытием, нейзильбер и сталь.
В современном мире ключом может являться как физический объект (например, ключ, ключ-карта, отпечатки пальцев, RFID-карты, маркер безопасности, монета и тдр.), или секретная информация (например, количество оборотов ключа, цифра или буква перестановки, пароль), либо их комбинация, либо возможность разблокирования только с одной стороны — например, дверная цепочка.

## История
Замки использовались более 6000 лет, один из первых примеров был обнаружен в руинах Ниневии, столицы древней Ассирии.
Первые ключи, как и замки, появились одновременно с первыми цивилизациями. Первые упоминания о них существуют в мифах и Ветхом Завете. В гробнице фараона Рамсеса II историками был найден деревянный ключ.
Изготовлением ключей занимается мастер, именуемый ключником. У ворот замка, города или иного укрепленного селения стояли специальные сторожа — воро́тники, которые отпирали и запирали ворота и хранили от них ключи.

## Символизм

Герб в Святом Престоле

Ключ изображен на гербе Сиунтио.

### Геральдика
Ключи появляются в различных символах и гербах, самый известный из которых — герб Святого Престола — происходит от фразы в Матфея 16:19, который обещает Святому Петру — в римско-католической традиции, первому Папе Римскому — Ключи Небес.

## Виды ключей
К числу наиболее сложных по технике изготовления относится реечный (ригельный) ключ. Реечные ключи могут быть плоскими и круглыми. В последние десятилетия[когда?] набирают популярность магнитные ключи.

## Части ключа
В конструкции замочных ключей три основные части (зоны):
Бородка (лезвие) — участок, на который нанесена информация и с помощью которого передается усилие на ригель замка (англ. bit).
Головка (кольцо) — уплощенный элемент конструкции, который удерживает рука (англ. bow).
Шейка (стержень, стебель, трубка) — соединяет два предыдущих элемента (англ. shank).
Вырез в головке ключа называют ушком. Его изготавливают с целью облегчения ключа, удобства ношения, украшения и т. п.